# Flindersia bennettiana
Flindersia bennettianaes un árbol en la familia de los cítricos. Se encuentra en las selvas lluviosas en Nueva Gales del Sur y Queensland, Australia. Se produce principalmente en los cauces de los ríos, cerca del mar o en la selva subtropical. Su zona de distribución natural es desde el río Clarence, Nueva Gales del Sur a Bundaberg en el sureste de Queensland.

## Descripción
Es un árbol que alcanza un tamaño de hasta 40 metros de altura, y un diámetro de tronco de 90 cm. El tronco es cilíndrico y alto, con corteza de color gris moderadamente suave. La corteza presenta algunos pequeños golpes y escamas. Las ramas pequeñas muestran cicatrices distintas de la hoja y lenticelas. Los nuevos brotes son de color verde y suave. Las hojas son compuestas y comprende de 3 a 10 foliolos opuestos. Estos tienen 6-19 cm de largo, 1,7 a 8 cm de ancho. De color verde brillante por el haz, más opacos por el envés con la punta de la hoja con filo. Los foliolos del tallo son 1 a 4 mm de largo, pero el folíolo terminal tiene un tallo más largo, en ocasiones de 15 a 30 mm. Las flores son de color crema y se producen en panículas desde febrero a agosto.  El fruto es una cápsula leñosa marrón, con espinas romas de 4 a 8 cm de largo. En la apertura presenta cinco valvas. Cada valva tiene una división media leñosa, y en cada lado hay dos o tres semillas. Las semillas son llevadas por el viento de noviembre a febrero.

## Madera
De fibra recta y fácil de trabajar. Utilizado anteriormente en la construcción de carruajes,  de barcos y trabajos de carpintería. Se trata de una madera excelente para la talla. El peso es de entre 800 y 850 kilogramos por metro cúbico.

## Taxonomía
Flindersia bennettiana fue descrita por (F.Muell.) ex Benth. y publicado en Flora Australiensis: a description... 1: 389, en el año 1863.
Etimología
El epíteto bennettiana fue otorgado en honor del naturalista George Bennett
Sinonimia
- Flindersia leichardtii C.DC.
- Flindersia ustralis F.Muell.[5][6]